# Пежо тип 34
Пежо тип 34 (фр. Peugeot Type 34) је моторно возило произведено између 1901. - 1902. од стране француског произвођача аутомобила Пежо у њиховој фабрици у Оданкуру. У том раздобљу је укупно произведено 43 јединице.
Возило покреће двоцилиндрични четворотактни мотор који је постављен позади, а преко ланчаног склопа је пренет погон на задње точкове. Његова максимална снага била је 7-12 КС.
Тип 34 има међуосовинско растојање од 210-244 цм, дужина возила 310-400 цм, ширина возила 170-210 цм, а висина возила 180-240 цм. Облик каросерије је камион и поред товарног простора има места за две особе.